# 二股車站
二股車站（日语：／ Futamata eki */?）是由北海道旅客鐵道（JR北海道）所經營的鐵路車站，位於日本北海道山越郡長萬部町。此站是函館本線沿線的無人車站，位於JR北海道函館支社的管理範圍內，並且由長萬部車站負責代管。

## 歷史
- 1903年（明治36年）11月3日：北海道鉄道歌棄站（現在的熱郛站） - 森站間開業、本站作爲同綫的車站開業。
- 1907年（明治40年）7月1日：北海道鉄道国有化、本站移交鐵道省。
- 1909年（明治42年）10月12日：制定国有鉄道線路名称、成爲函館本線的車站。
- 1949年（昭和24年）6月1日：日本国有鉄道法施行、由日本国有鉄道（国鉄）継承。
- 1975年（昭和49年）2月7日：貨運服務廃止。
- 1984年（昭和57年）2月1日：行李服務廃止。
- 1986年（昭和61年）11月1日：列車交換設備廢止。無人化。
- 1987年（昭和62年）4月1日：国鉄分割民營化、由北海道旅客鉄道（JR北海道）継承。
- 1992年（平成4年）4月1日：簡易委託廃止、完全無人化。
- 2007年（平成19年）10月1日：本站導入北海道旅客鉄道站編號[1]。
- 2025年6月:據北海道新聞的報導指出，由於JR北海道在2024年12月告知二股車站因使用乘客數過低，難以繼續營運，因此長萬部町計畫於2026年春季關閉二股車站[2][3]。

## 車站構造
此站為側式月台1面1線的地面車站。月台位於軌道西側（面向旭川方向的左側，舊1號月台）。

## 相鄰車站
北海道旅客鐵道（JR北海道）
■函館本線
長萬部（H47）－二股（S32）－蕨岱（S31）－黑松內（S30）